# 涞水龙严寺塔
涞水龙严寺塔位于河北省保定市涞水县城北偏西11公里的中水东村西，清水河东岸，俗称水东塔。该塔相传为镇山洪所修。被中华人民共和国国务院列入第八批全国重点文物保护单位。